# Viktor Alexander von Erlanger

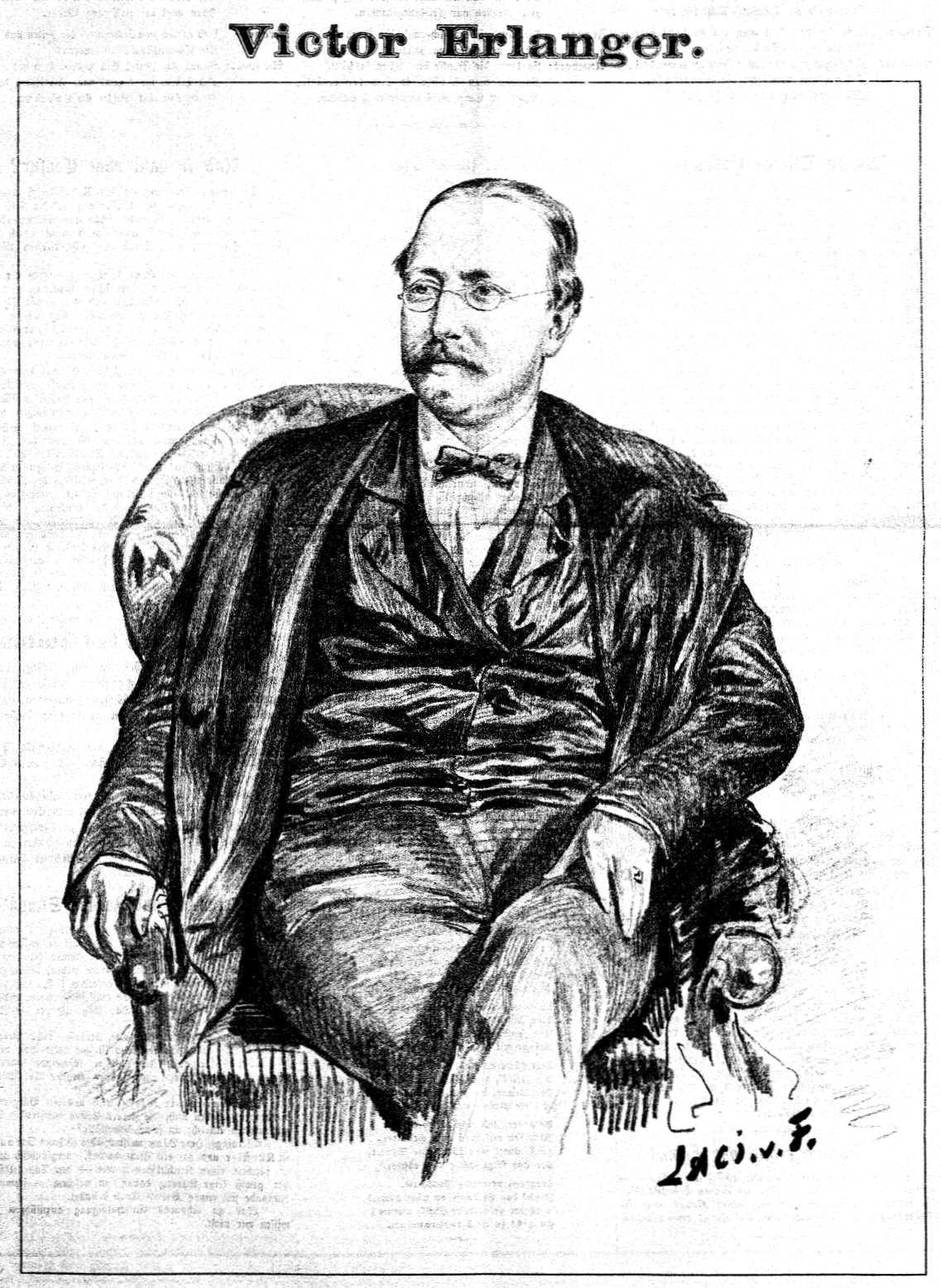
László von Frecskay: Zeichnung in der Satirezeitung Die Bombe (1877)

Viktor Alexander Freiherr von Erlanger (* 10. Juni 1840 in Frankfurt am Main; † 9. September 1894 in Genf) war ein deutscher Bankier aus der Familie von Erlanger, der in Wien und London wirkte.

## Leben
Er war vierter und jüngster Sohn von Raphael Freiherr von Erlanger, dem Gründer des Frankfurter Bankhauses Erlanger & Söhne. Seine Mutter Ida Maria Albert (* 29. Dezember 1809 in Frankfurt am Main; † 28. Mai 1899 ebenda), war mit Raphael Erlanger in zweiter Ehe verheiratet. Viktor Alexander war ihr zweiter Sohn.
Nach dem Tod des Vaters und Gründer des Frankfurter Bankhauses Erlanger & Söhne 1878, übernahm er von seinem älteren leiblichen Bruder Ludwig Freiherr von Erlanger (1836–1898) die Leitung der Wiener Vertretung des Bankhauses, da Ludwig die Geschäftsführung in Frankfurt am Main übernahm.
Erlanger heiratete am 6. April 1861 Henriette von Bognar (* 18. Dezember 1840 in Russland; † 5. Juni 1905 Hall in Tirol). Ihre vier Kinder Ludwig (* 1862), Adolfine (* 1863), Ida Helene (* 1865) und Victor Raphael Matheo (* 1867) wurden alle in London geboren, dem Geschäfts- und Hauptwohnsitz des sehr erfolgreichen und vermögenden Stiefbruders Frédéric Emile Baron d’Erlanger und dessen Bankhaus Erlanger Ltd. Viktor Alexander Freiherr von Erlanger war in London unter anderem zeitweise Schatzmeister des Deutschen Rechtsschutzvereins London.
1866 kaufte sein leiblicher Bruder Ludwig im vornehmen 4. Bezirk von Wien in der damaligen Parkallee 4 (heute Argentiner Straße 33) von Franz Pranter ein Palais, das noch heute „Palais Erlanger“ heißt. In dieses Palais zog auch Viktor Alexander Freiherr von Erlanger mit seiner jungen Familie. Am 17. September 1872 erhielt er von Kaiser Franz Josef als König von Ungarn die Konzession für den Bau der ersten Bahnstrecke der Raaberbahn bzw. Győr-Sopron-Ebenfurti Vasút (GySEV) von Győr (auf Deutsch: Raab) über Csorna, Sopron bis nach Neufeld an der Leitha.
Er verstarb mit 54 Jahren in Genf. Seine letzte Ruhestätte fand er in Payerbach. Hier wurde für ihn eine Gruftkapelle im Stil der Neurenaissance errichtet, deren Entwurf 1880 vom Wiener Ringstraßenarchitekt Heinrich von Ferstel stammt.

## Nachkommen
Seine ältere Tochter Baronesse Adolfine von Erlanger (* 9. Oktober 1863 in London; † 1945 in Budapest) heiratete am 26. Mai 1884 Alfred Graf von Salm-Hoogstraeten (* 25. Mai 1851 auf Burg Anholt; † 17. Juni 1919 in Wien). Er war das vierte Kind seiner Eltern und der jüngere Bruder ihres Schwagers.
Seine jüngere Tochter Baroness Ida von Erlanger (* 3. Oktober 1865 in London; † 26. April 1914 in Baden bei Wien) war verheiratet mit Otto Ludwig Wilhelm Johann Graf von Salm-Hoogstraeten (* 9. Mai 1848 auf Burg Anholt; † 23. April 1907 in Baden bei Wien). Salm-Hoogstraeten war das dritte Kind seiner Eltern und der ältere Bruder ihres Schwagers. Dieses Ehepaar hatte den Sohn Wilhelm Ludwig Graf von Salm-Hoogstraeten (* 22. April 1887 in Klemenovo/bei Moskau; † 5. März 1972 in Geretsried), welcher am 11. Februar 1915 in München Katharina Benker (* 6. April 1891 in München; † 11. Juni 1963 in Puchheim) heiratete und einen anderen Sohn, Hermann Albrecht Eduard Graf von Salm-Hoogstraeten (* 12. März 1888 in Klemenovo bei Moskau; † 18. März 1952 in Caracas), hatte, der am 27. November 1919 in Medgyesfalva Eleonore Gräfin von Bissingen und Nippenburg (* 28. Mai 1896 in Kecskemét; † 15. Februar 1978 in Brüssel) heiratete.